# Mozzo
Mozzo est une commune italienne de la province de Bergame en Lombardie.

## Administration
| Période                                  | Période  | Identité      | Étiquette     | Qualité |
| ---------------------------------------- | -------- | ------------- | ------------- | ------- |
| 28 mai 2002                              | En cours | Silvio Peroni | Ligue du Nord |         |
| Les données manquantes sont à compléter. |          |               |               |         |

### Hameaux
Borghetto, Ca' del Lupo, Colombera, Crocette, Dorotina, Merena, Mozzo di Sopra, Pascoletto

### Communes limitrophes
Bergame, Curno, Ponte San Pietro, Valbrembo

### Personnalités liées à la commune
- Carlo Alfredo Piatti, violoncelliste et compositeur, y est décédé le